# آيسونوي
القمر آيسونوي (بالإنجليزية: Isonoe)‏ المعروف أيضاً باسم المشتري السادس والعشرون (بالإنجليزية:  Jupiter XXVI)‏، هو قمر طبيعي غير نظامي يتحرك بحركة تراجعية تابع لكوكب المشتري.
و ينتمي هذا القمر إلى مجموعة كارم المكونة جميعها من أقمار غير نظامية وتتحركة بحركة تراجعية دائرة حول المشتري على مسافة تتراوح بين 23 و24 جيجامتر وزاوية ميلان تبلغ تقريباً 165°.

## اكتشافه
اكتشف هذا القمر فريق من علماء الفلك من جامعة هاواي بقيادة سكوت شيبارد في عام 2000 للميلاد، وتمت تسميته مؤقتاً بالاسم S/2000 J 6.

## خصائصه
يدور هذا القمر حول كوكب المشتري على مسافة متوسطة تبلغ 23,833 ميغامتر في 751.647 يوماً، بزاوية ميل يبلغ قدرها 166 درجة في اتجاه (°169 من خط الاستواء في المشتري) حسب مسير الشمس مع شذوذ مداري يبلغ قدره 0.166.
و يبلغ قطر هذا القمر حوالي 3.8 كيلومترات.